# 대학구조조정
대한민국의 대학구조조정은 입학정원 감소에 대응해 대한민국의 대학의 정원과 구조를 바꾸는 작업을 말한다.